# Entomobryidae
La famiglia Entomobryidae (Schäffer, 1896) è composta da circa 1400 specie di Collemboli.

## Aspetti morfologici
Questi esapodi sono lunghi da 1 a 8 mm e hanno un colore dal biancastro al giallo, bruno o nero. Alcuni sono disegnati o screziati. Sono allungati con un piccolo pronoto e in molte specie il quarto segmento addominale è più largo del terzo. Le antenne possono avere una lunghezza doppia del corpo.

## Distribuzione e habitat
Gli Entomobryidi sono cosmopoliti. Vivono nella lettiera, nel suolo e nei funghi in molti ambienti. Alcuni vivono nelle grotte.

## Biologia

### Riproduzione
Le femmine depongono le uova nel suolo o nella lettiera. Tutti gli stadi si nutrono di micelio fungino o di sostanze vegetali in decomposizione.